# Cirrhinus chinensis
Cirrhinus chinensis es una especie de peces de la familia de los Cyprinidae en el orden de los Cypriniformes.

## Morfología
Los machos pueden llegar alcanzar los 43,2 cm de longitud total y los 2,5 kg de peso.

## Hábitat
Es un pez de agua dulce.

## Distribución geográfica
Es originario de la China pero ha sido introducido en muchos países del Sudeste asiático.